# فالنتينو روسي
فالنتينو روسي (إيطالية:Valentino Rossi)(أوربينو، 16 فبراير 1979)، يعتبر فالنتينو من أنجح سائقي الدرجات الإيطاليين، وعلى مستوى العالم، والأغلى دخلا بدخل يقدر بـ30 مليون دولار في العام.
فالنتنو، الذي سار على خطى والده قرازينو روسي، فاز ببطولة العالم للدرجات النارية، والمسماة بـموتو جي بي، سبع مرات.
روسي، وكالعديد من سائقي الدرجات النارية، تدرج في العديد من سباقات الدرجات النارية، فبدأ بـ125cc وفاز مع فريق أبريليا، ببطولة العالم في هذه الفئة، وانتقل بعدها للـ 250cc, ثم أنتقل في عام 1999، لعالم الموتو جي بي، مع فريق هوندا، ليفوز معه ببطولة العالم، واستمر فالنتينو بالفوز في عام 2001، وحتى عام 2004، وانتقل بعده إلى فريق ياماها، وأيضا أكمل مشواره الناجح في حصد البطولات في عام 2005.
- خسر بطولة العالم 2006، لمصلحة الأمريكي نيكي هايدن، سائق فريق هوندا، بعد أن سقط من دراجته، وحل في المركز 13، في السباق الختامي، في فلنسيا إسبانيا.
- في عام 2007 لم يتمكن من الفوز على سائق فريق دوكاتي الأسترالي كايسي ستونر، وحل بالمركز الثاني خلفه في ترتيب السائقين. وذلك بعد أن واجه مشاكل عديده ابرزها مع إطارات الميشلان وسرعه دراجته القصوى.
- في عام 2008 تمكن روسي من حسم بطولة العالم لمصلحته للمرة السادسة، في جولة اليابان، وقبل 3 جولات من ختام البطولة.

## مقتطفات
يحمل فالنتينو رقم 46، وهو الرقم الذي يفضله رغم أن قوانيين البطولة تسمح للفائز ببطولة العالم، بحمل الرقم 1، وذلك لأن والده غرازينو روسي كان يحمل هذا الرقم سابقاً عندما شارك في بطولة العالم للموتو جي بي. وإيضا يلقب بالدكتور، وهو الشعار الذي يضعه على بدلة القيادة مع السلحفاة، التي تمثل التعويذة بالنسبة له.
قاد فالنتينو سيارة فيراري للفورملا 1، في افتتاح الأولمبياد الشتوي في تورينو 2006، وقاد سيارة سوبارو في رالي نيوزلندا للعام ذاته. وتوجد لديه عدة مشاركات أخرى في مجال الرياضات الآليه وخصوصاً بطولة العالم للراليات.
تتحدث الشائعات بعزمه الانتقال لسباق الرالي، حيث سيشارك هذا العام بسباقي سردينيا وبريطانيا.

## روابط خارجية
- فالنتينو روسي على موقع IMDb (الإنجليزية)
- فالنتينو روسي على موقع ميتاكريتيك (الإنجليزية)
- فالنتينو روسي على موقع روتن توميتوز (الإنجليزية)
- فالنتينو روسي على موقع أول موفي (الإنجليزية)
- فالنتينو روسي على موقع إن إن دي بي (الإنجليزية)
- فالنتينو روسي على موقع قاعدة بيانات الفيلم (الإنجليزية)
- فالنتينو روسي على موقع DriverDB.com (الإنجليزية)
- فالنتينو روسي على موقع eWRC-results.com (الإنجليزية)
- فالنتينو روسي على موقع MotoGP.com (الإنجليزية)
- فالنتينو روسي على موقع CONI honoured athlete website (الإيطالية)
- فالنتينو روسي على موقع AS.com (الإسبانية)